# Keenes
Keenes es una villa ubicada en el condado de Wayne en el estado estadounidense de Illinois. En el Censo de 2010 tenía una población de 83 habitantes y una densidad poblacional de 250,36 personas por km².

## Geografía
Keenes se encuentra ubicada en las coordenadas 38°20′19″N 88°38′31″O / 38.33861, -88.64194. Según la Oficina del Censo de los Estados Unidos, Keenes tiene una superficie total de 0.33 km², de la cual 0.33 km² corresponden a tierra firme y (0%) 0 km² es agua.

## Demografía
Según el censo de 2010, había 83 personas residiendo en Keenes. La densidad de población era de 250,36 hab./km². De los 83 habitantes, Keenes estaba compuesto por el 98.8% blancos, el 0% eran afroamericanos, el 0% eran amerindios, el 0% eran asiáticos, el 0% eran isleños del Pacífico, el 0% eran de otras razas y el 1.2% pertenecían a dos o más razas. Del total de la población el 1.2% eran hispanos o latinos de cualquier raza.